# 約翰·皮斯普·埃克特
小约翰·亚当·皮斯普·“普莱斯”·埃克特（英語：John Adam Presper "Pres" Eckert Jr.，1919年4月9日—1995年6月3日），美国电气工程师、计算机科學先驱。与约翰·莫奇利发明了第一个通用电子数字计算机（電子數值積分計算機），提出了计算主题的第一门课程（摩尔学校讲座），创立了埃克特-莫齐利计算机公司，并设计了美国第一台商用计算机UNIVAC，其中包括莫齐利发明的水银延迟线存储器。